# Serie B 1952-1953 (pallacanestro maschile)
Il campionato di Serie B di pallacanestro maschile 1952-1953 secondo livello del 31º campionato italiano, è il 12° organizzato dalla FIP sotto questa definizione e il 6° dall'ultima riforma dei campionati.
Le squadre sono divise in quattro gironi composti da otto squadre ciascuno. Le ultime due classificate di ciascun girone retrocedono in Serie C. Le quattro vincitrici accedono ad un girone finale, con partite di andata e ritorno. Le prime due classificate vengono promosse in Serie A.

## Stagione regolare

### Girone A

#### Classifica
|  |    | Classifica finale 1952-1953 | Pt | G  | V  | N | P  | PtF | PtS |
|  | -- | --------------------------- | -- | -- | -- | - | -- | --- | --- |
|  | 1. | Pallacanestro Pavia         | 26 | 14 | 13 | 0 | 1  | 729 | 458 |
|  | 1. | CUS Milano                  | 26 | 14 | 13 | 0 | 1  | 834 | 496 |
|  | 3. | Ginnastica Torino           | 18 | 14 | 9  | 0 | 5  | 596 | 544 |
|  | 4. | Tosi Legnano                | 15 | 14 | 7  | 1 | 6  | 590 | 562 |
|  | 5. | CRDM La Spezia              | 9  | 14 | 4  | 1 | 9  | 455 | 598 |
|  | 6. | Amatori Bergamo             | 8  | 14 | 4  | 0 | 10 | 591 | 766 |
|  | 6. | Cestistica Savonese         | 8  | 14 | 4  | 0 | 10 | 531 | 697 |
|  | 8. | Canottieri Milano           | 2  | 14 | 1  | 0 | 13 | 491 | 696 |

- La Pallacanestro Pavia è ammessa al girone finale promozione dopo lo spareggio contro il Cus Milano; L'Amatori Bergamo si salva dopo lo spareggio

#### Risultati
| Risultati           | BER   | SPE   | LEG   | CUSMi | CANMi | PAV   | SAV    | TOR   |
| ------------------- | ----- | ----- | ----- | ----- | ----- | ----- | ------ | ----- |
| Amatori Bergamo     |       | 70-61 | 51-59 | 33-68 | 56-52 | 37-59 | 54-53  | 38-55 |
| CRDM La Spezia      | 39-34 |       | 30-30 | 19-44 | 2-0   | 38-50 | 42-27  | 26-29 |
| Tosi Legnano        | 59-38 | 53-27 |       | 34-37 | 55-48 | 39-42 | 45-26  | 41-45 |
| CUS Milano          | 80-38 | 74-42 | 59-37 |       | 65-18 | 54-52 | 63-21  | 68-40 |
| Canottieri Milano   | 32-42 | 42-44 | 37-52 | 45-70 |       | 32-58 | 52-38  | 35-40 |
| Pallacanestro Pavia | 44-21 | 45-15 | 37-27 | 51-35 | 66-22 |       | 108-51 | 32-23 |
| Cestistica Savonese | 44-38 | 46-42 | 54-27 | 34-66 | 41-39 | 31-35 |        | 35-40 |
| Ginnastica Torino   | 61-41 | 54-28 | 31-32 | 32-51 | 67-37 | 33-50 | 46-30  |       |

### Girone B

#### Classifica
|  |    | Classifica finale 1952-1953 | Pt | G  | V  | N | P | PtF | PtS |
|  | -- | --------------------------- | -- | -- | -- | - | - | --- | --- |
|  | 1. | CRAL Junghans Venezia       | 21 | 14 | 10 | 1 | 3 | 624 | 572 |
|  | 2. | Virtus Imola                | 16 | 14 | 9  | 0 | 5 | 514 | 494 |
|  | 3. | OARE Bologna                | 14 | 14 | 7  | 0 | 7 | 590 | 558 |
|  | 3. | Cantine Ferrari Cremona     | 14 | 14 | 7  | 0 | 7 | 586 | 598 |
|  | 5. | Robur Ravenna               | 12 | 14 | 6  | 0 | 8 | 564 | 539 |
|  | 6. | Pallacanestro Bassano       | 11 | 14 | 5  | 1 | 8 | 575 | 642 |
|  | 6. | CRAL Corsera Milano         | 11 | 14 | 5  | 1 | 8 | 558 | 581 |
|  | 6. | U.S. Muggesana              | 11 | 14 | 5  | 1 | 8 | 604 | 631 |

- La Pallacanestro Bassano si salva dopo gli spareggi

#### Risultati
| Risultati               | BAS   | BOL   | CRE   | IMO   | MIL   | RAV   | TRI   | VEN   |
| ----------------------- | ----- | ----- | ----- | ----- | ----- | ----- | ----- | ----- |
| Pallacanestro Bassano   |       | 44-36 | 45-50 | 33-25 | 43-43 | 51-47 | 52-41 | 42-44 |
| OARE Bologna            | 64-35 |       | 44-39 | 33-34 | 45-36 | 43-34 | 47-43 | 69-44 |
| Cantine Ferrari Cremona | 69-36 | 54-55 |       | 47-38 | 46-37 | 42-36 | 50-40 | 50-44 |
| Virtus Imola            | 41-38 | 25-24 | 40-22 |       | 43-33 | 29-41 | 50-44 | 43-33 |
| CRAL Corsera Milano     | 49-39 | 42-27 | 38-23 | 38-35 |       | 39-41 | 53-52 | 40-50 |
| Robur Ravenna           | 39-41 | 36-17 | 42-28 | 40-42 | 51-40 |       | 49-40 | 35-40 |
| U.S. Muggesana          | 50-42 | 52-48 | 52-32 | 30-34 | 39-35 | 40-37 |       | 52-52 |
| CRAL Junghans Venezia   | 44-34 | 40-38 | 51-34 | 38-35 | 47-35 | 47-36 | 50-29 |       |

### Girone C

#### Classifica
|  |    | Classifica finale 1952-1953 | Pt | G  | V  | N | P  | PtF | PtS |
|  | -- | --------------------------- | -- | -- | -- | - | -- | --- | --- |
|  | 1. | U.S. Livorno                | 26 | 14 | 13 | 0 | 1  | 671 | 462 |
|  | 2. | Cestistica Civitavecchia    | 21 | 14 | 10 | 1 | 3  | 631 | 605 |
|  | 3. | Sport Vela Viareggio        | 16 | 14 | 8  | 0 | 6  | 613 | 593 |
|  | 4. | Cama Livorno                | 14 | 14 | 7  | 0 | 7  | 593 | 532 |
|  | 5. | Esperia Cagliari            | 12 | 14 | 6  | 0 | 8  | 569 | 565 |
|  | 6. | CUS Firenze                 | 11 | 14 | 5  | 1 | 8  | 591 | 643 |
|  | 7. | Libertas Pistoia            | 10 | 14 | 5  | 0 | 9  | 580 | 637 |
|  | 8. | CUS Perugia                 | 2  | 14 | 1  | 0 | 13 | 484 | 695 |

#### Risultati
| Risultati                | USLiv | CIV   | VIA   | CLiv  | CAG   | FIR   | PIS   | PER   |
| ------------------------ | ----- | ----- | ----- | ----- | ----- | ----- | ----- | ----- |
| U.S. Livorno             |       | 46-22 | 41-36 | 37-32 | 65-35 | 46-31 | 42-27 | 67-34 |
| Cestistica Civitavecchia | 57-56 |       | 52-46 | 48-45 | 48-43 | 46-46 | 73-56 | 45-34 |
| Sport Vela Viareggio     | 29-41 | 37-34 |       | 57-42 | 49-40 | 49-27 | 43-32 | 59-43 |
| Cama Livorno             | 30-40 | 43-29 | 52-21 |       | 35-27 | 67-45 | 54-36 | 37-31 |
| Esperia Cagliari         | 33-39 | 38-43 | 63-49 | 37-29 |       | 20-22 | 43-29 | 41-27 |
| CUS Firenze              | 33-50 | 48-50 | 42-49 | 53-42 | 52-37 |       | 43-54 | 72-52 |
| Libertas Pistoia         | 34-53 | 44-54 | 50-42 | 36-35 | 40-50 | 51-31 |       | 54-28 |
| CUS Perugia              | 29-48 | 23-30 | 34-47 | 35-50 | 38-62 | 30-46 | 46-37 |       |

### Girone D

#### Classifica
|  |    | Classifica finale 1952-1953 | Pt | G  | V  | N | P  | PtF | PtS |
|  | -- | --------------------------- | -- | -- | -- | - | -- | --- | --- |
|  | 1. | Partenope Napoli            | 22 | 14 | 11 | 0 | 3  | 803 | 608 |
|  | 2. | Stamura Ancona              | 20 | 14 | 10 | 0 | 4  | 534 | 481 |
|  | 2. | Lazio Pallacanestro         | 20 | 14 | 10 | 0 | 4  | 643 | 581 |
|  | 4. | D'Alessandro Teramo         | 19 | 14 | 9  | 1 | 4  | 633 | 593 |
|  | 5. | CUS Bari                    | 15 | 14 | 7  | 1 | 6  | 715 | 648 |
|  | 6. | Italfortitudo Roma          | 9  | 14 | 4  | 1 | 9  | 581 | 628 |
|  | 7. | Cestistica INA Taranto      | 4  | 14 | 2  | 0 | 12 | 430 | 585 |
|  | 8. | Ginnastica Marigliano       | 3  | 14 | 1  | 1 | 12 | 464 | 679 |

#### Risultati
| Risultati             | NAP   | BAR   | LazRom | ForRom | ANC   | TER   | TAR   | MAD   |
| --------------------- | ----- | ----- | ------ | ------ | ----- | ----- | ----- | ----- |
| Partenope Napoli      |       | 59-43 | 56-51  | 73-39  | 44-45 | 61-56 | 86-30 | 77-37 |
| CUS Bari              | 55-56 |       | 38-55  | 63-36  | 41-44 | 78-52 | 71-53 | 55-43 |
| Lazio Pallacanestro   | 36-47 | 46-57 |        | 40-37  | 41-34 | 52-33 | 56-41 | 53-33 |
| Italfortitudo Roma    | 46-47 | 45-45 | 43-50  |        | 32-34 | 47-55 | 54-46 | 48-37 |
| Stamura Ancona        | 48-39 | 40-33 | 55-31  | 27-24  |       | 36-38 | 2-0   | 50-38 |
| D'Alessandro Teramo   | 51-35 | 64-44 | 55-57  | 53-49  | 53-41 |       | 2-0   | 56-31 |
| INA Taranto           | 44-59 | 23-41 | 32-40  | 31-39  | 36-34 | 26-29 |       | 38-32 |
| Ginnastica Marigliano | 27-64 | 32-51 | 20-35  | 27-42  | 31-44 | 36-36 | 40-30 |       |

## Girone finale

### Classifica
|  |    | Classifica finale 1952-1953 | Pt | G | V | N | P | PtF | PtS |
|  | -- | --------------------------- | -- | - | - | - | - | --- | --- |
|  | 1. | Pallacanestro Pavia         | 8  | 6 | 4 | 0 | 2 | 237 | 195 |
|  | 1. | CRAL Junghans Venezia       | 8  | 6 | 4 | 0 | 2 | 249 | 264 |
|  | 3. | U.S. Livorno                | 6  | 6 | 3 | 0 | 3 | 256 | 233 |
|  | 4. | Partenope Napoli            | 2  | 6 | 1 | 0 | 5 | 217 | 267 |

### Risultati
| Risultati           | PV    | VE    | NA    | LI     |
| ------------------- | ----- | ----- | ----- | ------ |
| Pallacanestro Pavia |       | 52-38 | 2-0   | 53-36  |
| Junghans Venezia    | 34-31 |       | 52-46 | 37-36  |
| Partenope Napoli    | 46-68 | 48-53 |       | 46-41* |
| US Livorno          | 41-31 | 51-35 | 51-31 |        |

- * partita sospesa a 2'30" dal termine per invasione di campo

## Verdetti
- Campione di Serie B:  Pallacanestro Pavia

Formazione Pallacanestro Pavia: Tullio Rochlitzer (cap), Lele Rosolen, Casali Lino, Gervasi “Melo” (top scorer del torneo), Zatti Piergentino, Cervi Ermanno, Pisati, Ferrari Remo, Ternavasio Luigi, Scamoni Carlo, Cambieri Ferdinando. All./giocatore: Rochlitzer.

## Fonti
- La Provincia (di Cremona) edizione 1952-53
- Corriere dello Sport edizione 1952-53